# Chamaeota xanthogramma
Chamaeota xanthogramma är en svampart som först beskrevs av Vincenzo de Cesati, och fick sitt nu gällande namn av Franklin Sumner Earle 1909. Chamaeota xanthogramma ingår i släktet Chamaeota och familjen Pluteaceae.   Inga underarter finns listade i Catalogue of Life.